# John Walker (programador)
John Walker (Maryland, 1949 – 2 de fevereiro de 2024) foi um programador e fundador da empresa de software de CAD chamada Autodesk, e co-autor das primeiras versões do AutoCAD.

## Primeiros projetos
Entre 1974 e 1975, John escreveu o software ANIMAL, que se auto-replicava em máquinas UNIVAC 1100. Este é considerado um dos primeiros vírus de computador.
Antes da Autodesk, John fundou uma empresa de construção de hardware integrado chamada Marinchip. Entre outras coisas, a Marinchip foi pioneira na tradução de numerosos compiladores de linguagem de computação para plataformas Intel.

## Fourmilab
John se mudou para a Suíça em 1991, depois de ter vivido por mais de 20 anos na Califórnia. Esteve envolvido em projetos no Fourmilab, incluindo um gerador de números aleatórios por hardware chamado HotBits e seu visualizador da Terra e da Lua.

## Ativismo
Além da programação, John Walker foi um advogado social que teve escrito muitos artigos, incluindo um conhecido sobre a censura na Internet chamado The Digital Imprimatur. Ele também foi conhecido por seu livro A Dieta Hacker, um guia para se aproximar da perda de peso "tanto como um problema de engenharia como um problema de gestão." Ele ganhou notoriedade durante a queda da União Soviética por criar um adesivo que anunciava:, "Impérios do mal: Um Desce, Um Vai" com uma bandeira dos EUA ao lado de uma bandeira riscada da URSS.